# Dipartimento di Cochabamba
Cochabamba è un dipartimento della Bolivia di 1 758 143 abitanti, che ha come capoluogo Cochabamba.

## Geografia antropica

### Suddivisioni amministrative

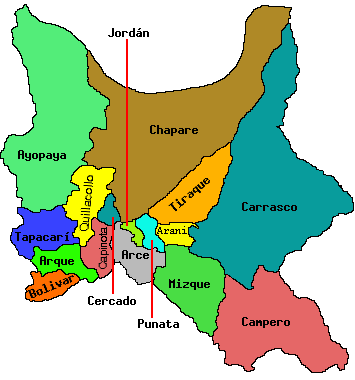
Suddivisione del dipartimento in province

Il dipartimento è a sua volta diviso in 16 province:
| Nome          | Popolazione | Capitale            |
| ------------- | ----------- | ------------------- |
| Arani         | 24.372      | Arani               |
| Esteban Arze  | 32.986      | Tarata              |
| Arque         | 26.283      | Arque               |
| Ayopaya       | 63.997      | Villa Independencia |
| Campero       | 40.532      | Aiquile             |
| Capinota      | 26.053      | Capinota            |
| Cercado       | 564.882     | Cochabamba          |
| Carrasco      | 140.481     | Totora              |
| Chapare       | 227.404     | Sacaba              |
| Germán Jordán | 33.876      | Cliza               |
| Mizque        | 40.702      | Mizque              |
| Punata        | 47.653      | Punata              |
| Quillacollo   | 303.903     | Quillacollo         |
| Tapacarí      | 29.712      | Tapacarí            |
| Bolívar       | 9.470       | Bolívar             |
| Tiraque       | 36.738      | Tiraque             |

## Festività
- 2 febbraio: Vergine della Candelora in Aiquile e Totora
- 2 e 3 maggio: Santa Vera Cruz Tatala
- 13 maggio: Signore di maggio
- 14 maggio: Sant'Isidoro, agricoltore in Colomi e Tiraque
- 27 maggio: Eroina della Collana, Giorno della Madre
- 29 giugno: San Pietro, apostolo in Vacas
- 16 luglio: Vergine del Carmen, patrona della Bolivia, in Cochabamba, Cliza, Villa Rivero, Independencia e Quintanilla
- 26 luglio: Sant'Anna
- 6 agosto: Anniversario della Indipendenza Nazionale
- 7 agosto: Vergine di Copacabana, Regina coronata della Bolivia, in Angostura
- 15 agosto: Vergine di Urkupiña in Quillacollo
- 24 agosto: Vergine la Bella in Arani
- 14 settembre: Anniversario Dipartimentale
- 7 ottobre: Vergine del Rosario in Morochata e Vinto
- 2 novembre: Fedeli defunti (Tutti i Santi)
- 4 dicembre: Santa Barbara in Vacas